# Bachicorépoun
Bachicorépoun est un village du département et la commune rurale de Dassa, situé dans la province du Sanguié et la région du Centre-Ouest au Burkina Faso.

## Géographie

### Démographie
- En 2003, le village comptait 896 habitants estimés[1].
- En 2006, le village comptait 905 habitants recensés[2].

## Éducation et santé
Le centre de soins le plus proche de Bachicorépoun est le centre de santé et de promotion sociale (CSPS) de Dassa tandis que le centre médical avec antenne chirurgicale (CMA) se trouve à Réo.